# Sphaenolobium tenuisectum
Sphaenolobium tenuisectum är en flockblommig växtart som först beskrevs av Jevgenij Korovin, och fick sitt nu gällande namn av Pimenov. Sphaenolobium tenuisectum ingår i släktet Sphaenolobium och familjen flockblommiga växter. Inga underarter finns listade i Catalogue of Life.